# Ach Gott, wie manches Herzeleid, BWV 3
Ach Gott, wie manches Herzeleid, BWV 3 (Ah, Senyor, quanta angoixa suporto ara!), és una cantata religiosa de Johann Sebastian Bach, estrenada el 14 de gener de 1725 a Leipzig, destinada al segon diumenge després de l'Epifania.

## Origen i context
Pertany al segon cicle de  cantates, denominades “cantates corals”; les altres dues conservades per aquest diumenge són la BWV 13 i la BWV 155. D'autor desconegut, està basada en un himne de Martin Moller (1587), que és una traducció lliure de l'himne llatí Jesu dulcis memoria, atribuït a Sant Bernat (1090-1153). L'evangeli del dia, relata el miracle de Jesús de la Conversió de l'aigua en vi en unes noces a Canà (Joan 2, 1-11), encara que la cantata no hi té un vincle gaire intens; es troba més propera a l'Epístola, que exhortava a ser pacient davant de l'adversitat.

## Anàlisi
Escrita per a soprano, contralt, tenor, baix i cor; trompa, trombó, dos oboès d'amor, corda i baix continu.
Consta de sis moviments:
1. Cor : Ach Gott, wie manches Herzeleid  (Ah, Senyor, quanta angoixa suporto ara!)
2. Cor i Recitatiu (solistes):  Wie schwerlich lässt sich Fleisch und Blut  (Penosament la carn i la sang)
3. Ària (baix):  Empfind ich Höllenangst und Pein  (Encara que pateixi turments i angoixes infernals)
4. Recitatiu (tenor):  Es mag mir Leib und Geist verschmachten  (El meu cos i esperit poden sucumbir)
5. Ària (duet de soprano i contralt):  Wenn Sorgen auf mich dringen  (Quan les preocupacions m'angoixin voldré)
6. Coral:  Erhalt mein Herz im Glauben rein  (Conserva el meu cor dins la puresa de la Fe).

El cor inicial està basat en la melodia del coral O Jesu Christ, meins Lebens Licht i no està assignada, com passa sovint, al soprano sinó al baix reforçat pel trombó. En el segon número, el cor canta, frase a frase, el coral, mentre que els quatre solistes ho van comentant en els corresponents recitatius. La primera ària del baix té un acompanyament en ostinato del baix continu, i la segona, que de fet és un duet de soprano i contralt, va acompanyada pels oboès i els violins. Com és habitual el coral, en la seva forma polifònica més senzilla, tanca la cantata. Té una durada aproximada d'uns vint-i-cinc minuts.

## Discografia seleccionada
- J.S. Bach: Das Kantatenwerk. Sacred Cantatas Vol. 1. Nikolaus Harnoncourt, Wiener Sängerknaben & Chorus Viennensis, Hans Gillesberger (director del cor), Concentus Musicus Wien, Paul Esswood, Kurt Equiluz, Max van Egmond. (Teldec), 1994.
- J.S. Bach: The complete live recordings from the Bach Cantata Pilgrimage. CD 5: Old Royal Naval College Chapel, Greenwich; 16 i 17 de gener de 2000. John Eliot Gardiner, Monteverdi Choir, English Baroque Soloists, Lisa Larsson, Daniel Taylor, James Gilchrist, Stephen Varcoe. (Soli Deo Gloria), 2013.
- J.S. Bach: Complete Cantatas Vol. 15. Ton Koopman, Amsterdam Baroque Orchestra & Choir, Sandrine Piau, Bogna Bartosz, Paul Agnew, Klaus Mertens. (Challenge Classics), 2007.
- J.S. Bach: Cantatas Vol. 29. Masaaki Suzuki, Bach Collegium Japan, Dorothee Mields, Pascal Bertin, Gerd Türk, Peter Kooy. (BIS), 2004.
- J.S. Bach: Church Cantatas Vol. 1. Helmuth Rilling, Gächinger Kantorei, Bach-Collegium Stuttgart, Arleen Augér, Gabriele Schreckenbach, Lutz-Michael Harder, Philippe Huttenlocher. (Hänssler), 1999.